# Краснов, Андрей Михайлович
Андре́й Миха́йлович Красно́в — советский хозяйственный, государственный и политический деятель.

## Биография
Родился в сентябре 1906 года в деревне Верхние Ачаки. Член ВКП(б).
С 1920 года — на хозяйственной, общественной и политической работе. В 1920—1942 годах — в хозяйстве отца, член и секретарь Хочашевского волостного комитета комсомола, председатель Верхнеачакского исполкома сельского совета, помощник заведующего производством, техник-нормировщик Ядринского спиртового завода, председатель Шуматовского сельского совета, председатель Верхнеачакского колхоза «Крестьянская газета», заместитель председателя ЦИК, Президиума Верховного Совета Чувашской АССР, председатель Красноармейского райисполкома.
Избирался депутатом Верховного Совета СССР 1-го созыва. 31 декабря 1935 года был награжден орденом Трудового Красного Знамени.
Умер 11 мая 1942 года в селе Красноармейское.